# 金斯頓鎮區 (北卡羅萊納州勒諾縣)
金斯頓鎮區（英語：Kinston Township）是位於美國北卡羅萊納州勒諾縣的一個鎮區。

## 地方資料
金斯頓鎮區的面積為68.89平方千米，皆為陸地。根據2020年美國人口普查的數據，當地共有人口19278人，而人口密度為每平方千米279.84人。